# Mysateles meridionalis
Mysateles meridionalis är en däggdjursart som först beskrevs av Luis S. Varona 1986.  Mysateles meridionalis ingår i släktet Mysateles och familjen bäverråttor. Inga underarter finns listade i Catalogue of Life.
Arten förekommer på Kuba och på ön Isla de la Juventud. Den är mycket nära släkt med Mysateles prehensilis och utgör kanske bara ett synonym. Mysateles meridionalis listas till exempel inte längre av IUCN. Tidigare var den listad som akut hotad. Mysateles meridionalis är med i en lista över nyligen utdöda arter.